# فلادلينا بوبروفنيكوفا
فلادلينا بوبروفنيكوفا (الروسية: Бобровникова, Владлена Эдуардовна) مواليد 24 أكتوبر 1987 في كراسنودار، هي لاعبة كرة يد روسية تلعب كظهير أيسر. مثلت منتخب روسيا لكرة اليد للسيدات. شاركت في دورة الألعاب الأولمبية الصيفية سنة 2016.

## سجل المنافسة
شاركت في البطولات التالية:
- الألعاب الأولمبية الصيفية 2016
- بطولة العالم لكرة اليد للسيدات 2015
- بطولة أوروبا لكرة اليد للسيدات 2014
- بطولة أوروبا لكرة اليد للسيدات 2016

## الميداليات
| الميدالية | المسابقة                       |
| --------- | ------------------------------ |
| ذهبية     | الألعاب الأولمبية الصيفية 2016 |

## روابط خارجية
- فلادلينا بوبروفنيكوفا على موقع الاتحاد الأوروبي لكرة اليد (الإنجليزية)
- فلادلينا بوبروفنيكوفا على موقع أوليمبيديا (الإنجليزية)